# Neal Kirkwood
Neal Kirkwood (* um 1955 in San José) ist ein US-amerikanischer Jazzmusiker (Piano, Komposition).

## Leben und Wirken
Neal Kirkwood erwarb am Mannes College of Music den Masterabschluss in Komposition, wo er bei dem Komponisten Charles Jones Unterricht hatte. Beim BMI Jazz Composers Workshop studierte er bei Bob Brookmeyer und Manny Albam. Er unterrichtet an der Kutztown University in Pennsylvania und an der Third Street Music School in New York City.
Als Pianist arbeitete er mit Pony Poindexter (mit dem 1978 erste Aufnahmen entstanden) und seit 1981 in New York City mit Bobby Previte, Lindsey Horner und dem Schlagzeuger Mike Clark, außerdem im Manhattan New Music Project und als Begleitmusiker der Vokalisten Michel Hermon, Chris Connor, Abbey Lincoln und Bobby McFerrin. Des Weiteren arbeitete er mit dem Künstler Art Spiegelman und in Philip Johnstons Projekt Wordless!. Er komponierte für Jazz- und Kammerensembles zeitgenössischer Musik sowie Gesangs-, Chor- und Orchester-Werke. Kirkwood leitete außerdem eine Bigband, ein Oktett, ein Quartett und Trio. Im Bereich des Jazz war er zwischen 1978 und 2003 an 13 Aufnahmesessions beteiligt.  Gegenwärtig (2019) spielt er bei Phillip Johnston & The Silent Six.
Kirkwood arbeitete außerdem mit zahlreichen New Yorker Theaterprojekten zusammen, so schrieb er die Musik für Ralph Lees Produktionen für das Mettawee Theater, ferner Musik für Jim Neu, die Otrabanda Company, The Talking Band, Anne Bogart, Joseph Chaiken und Louise Smith. Mit einem Stipendium des New York State Council for the Arts schrieb er The Future of Futurism, ein Werk in fünf Akten für Jazzorchester. Mit Unterstützung des New York State Music Fund komponierte er den Liedzyklus Village Songs für Kinderchor und Jazzensemble; die Liedtexte entstanden mit Studenten in New Yorker öffentlichen Schulen. 2013 veröffentlichte er Ruminations, basierend auf Lyrik des Sufi-Mystikers Rumi; das Stück wurde im Jazzclub Smalls mit Chor und Jazzensemble aufgeführt. 2012 hatte sein Werk Five Choruses from Mexico City Blues (für 16-köpfigen Jazzchor und 17-köpfige Bigband) Premiere an der Kutztown University. Für das belgische Ensemble Octurn schrieb er The Mirrored Self und The Enchanted Realm.

## Diskographische Hinweise
- The Chromatic Persuaders and Extrospection (Timescraper Records/Konnex Records, 1994), mit Tom Rainey, Lindsey Horner, Mark Feldman
- The Neal Kirkwood Octet (Timescraper, 1995), mit Jack Walrath, Ed Neumeister, Tom Varner, Sam Furnace, Billy Drewes, Lindsey Horner, Tom Rainey
- Time's Circle (Present Eye Music, 1996) solo